# Uncoupling Protein

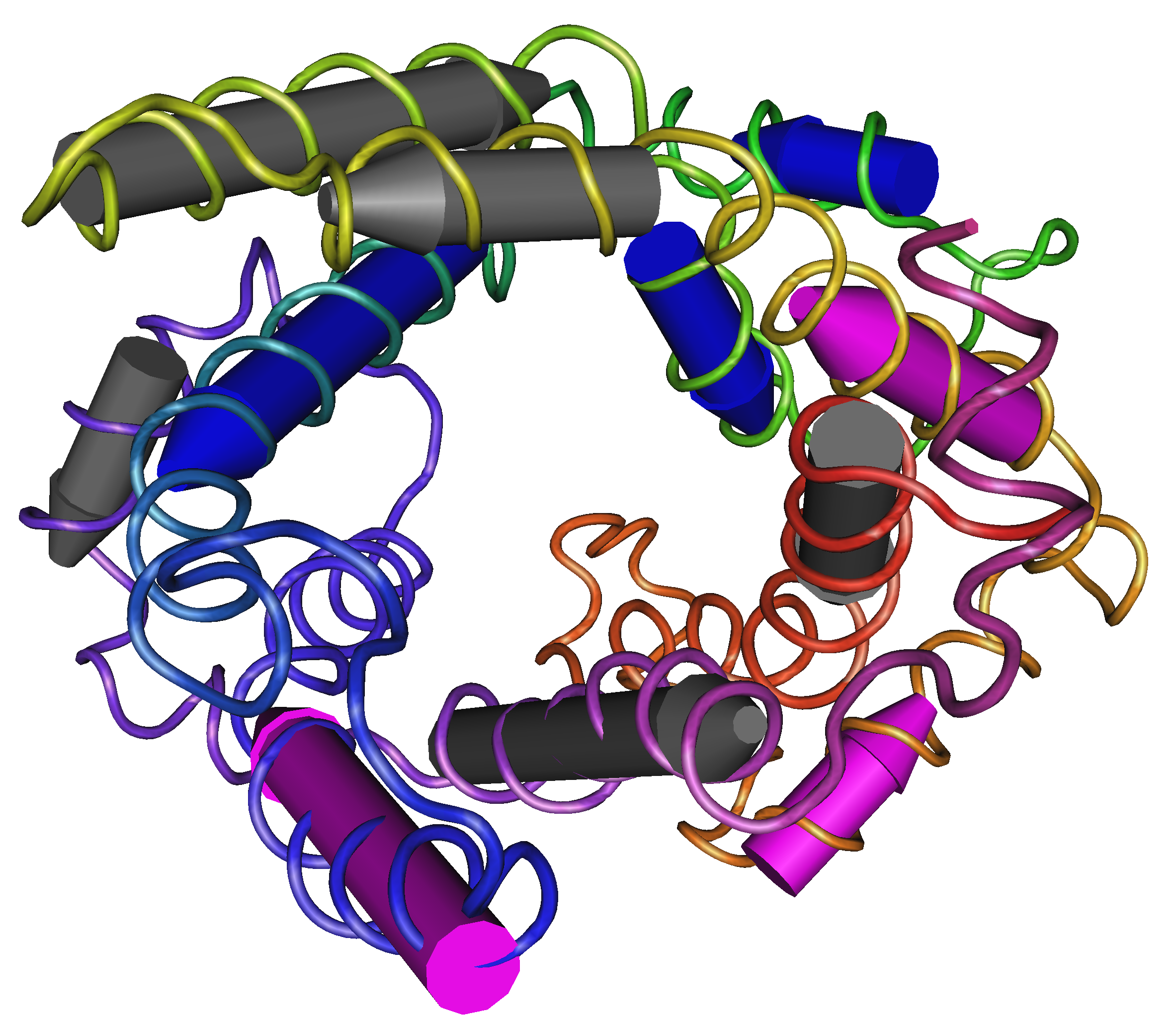
Mitochondriales Uncoupling Protein 2

Ein Uncoupling Protein (‚Entkopplungsprotein‘) ist ein mitochondriales Membranprotein, das Protonen ohne chemiosmotische Kopplung durch die mitochondriale Membran lässt und somit die Atmungskette entkoppelt.

## Eigenschaften
In Säugetieren gibt es fünf Typen:
- UCP1 (synonym Thermogenin)[2]
- UCP2[3]
- UCP3[4]
- SLC25A27 (synonym UCP4)[5]
- SLC25A14 (synonym UCP5)[6]

Uncoupling Proteins dienen der Thermogenese, da die Protonen an Fettsäuren gebunden aus dem Inneren des Mitochondriums an der membranständigen ATPase vorbei ins Zytoplasma geschleust werden, um Neutralisationswärme zu erzeugen. Chemische Entkoppler der Atmungskette sind z. B. 2,4-Dinitrophenol, Carbonylcyanid m-chlorphenyl-Hydrazon (CCCP), Malachitgrün, Salicylsäure und teilweise auch Essigsäure. UCP werden durch Schilddrüsenhormone, Adrenalin, Noradrenalin und Leptin induziert.